# 越王之乱
越王之乱，唐睿宗（武则天称制）垂拱四年（688年）八月，唐朝宗室琅琊王李冲据博州（治今山东省聊城市东北）、李贞据豫州（治汝阳县，今河南省汝南县）起兵，反对武则天临朝称制的战争。

## 事件經過
武则天自光宅元年（684年）平定李敬业后，自知天下人大多反对自己，于是在垂拱二年（686年）正月下诏复政于唐睿宗李旦，实则继续临朝执政。大开告密之门，用酷吏，企图全部剪除宗室诸王与异己臣僚，以代唐称帝。唐朝宗室不安，密有匡复之志，待机而起。
垂拱四年（688年）七月，武则天召宗室朝会于明堂，诸王怀疑武则天要起杀戮，非常惊恐。韩王李元嘉之子、通州刺史黄国公李譔假作睿宗玺书，交给博州刺史、琅邪王李冲：“朕遭幽禁，诸王宜各发兵救我。”李冲又假作睿宗玺书，说武则天想要篡夺李氏社稷。范阳王李蔼遣使至李冲和豫州刺史、越王李贞处，约定诸王并起，才能事成。诸王于是相约举兵之事。但相约未定，李冲却据博州先反。
八月十七日，李冲令长史萧德琮等募兵，并分告韩王李元嘉、霍王李元轨、鲁王李灵夔和父亲越王李贞，让他们一起起兵共赴神都洛阳。诸王仓促不能相应。武则天得知，即令左金吾将军丘神勣为清平道行军大总管率军进讨李冲。李冲募兵五千余人，先攻打武水（今山东省聊城市西南），企图渡黄河，取济州（治卢县，今山东省东阿县西北）。武水令郭务悌向魏州（治贵乡县，今河北省大名县北）求救。莘县县令马玄素领兵一千七百人，想要中道截击，害怕兵力不敌，于是进入武水城拒守。李冲派士卒推草车塞其南门，因风纵火，想要乘火突入，但火作风反，李冲军不得进，士气受阻。当时堂邑县丞董玄寂为李冲率兵攻武水，在所部散布琅邪王反对国家言论，被李冲处斩，众人恐惧，散入草泽，不可禁止。李冲遂带家仆左右数十人，逃回博州，八月二十三日至城门，被守门人所杀。此次起兵七日即败。丘神勣军到博州，将出迎的官吏全部斩杀，共破一千余家。
越王李贞听说儿子起兵，也在豫州举兵响应，攻陷上蔡。得知李冲兵败，想要自缚请罪，他任命的新蔡县令傅延庆，募得勇士二千余人相助。李贞声言琅邪王已攻破魏州、相州，有兵二十万，朝夕即至，来鼓励士气。于是发动属县兵五千人，分为五营，令汝南县丞裴守德等率领，并任命九品以上官员五百余人。所属官吏因为是胁迫，没有斗志，只有裴守德与其同谋，李贞就把女儿嫁给他，并任命他为大将軍。九月初一，武则天命左豹韬大将军麹崇裕为中军大总管，内史岑长倩为后军大总管，又命同平章事张光辅为各军节度，率军十万人进讨李贞，并下诏削去李贞父子属籍，改姓虺氏。麹崇裕等军至豫州城东四十里时，李贞派少子李规和裴守德率兵拒战，兵败而还。李贞闭门自守。官军进至城下，李贞、李规和裴守德及其妻子全部自杀。张光辅纵兵暴掠，将投降之人杀了很多。至此，李贞起兵二十日告终，与李贞父子起兵有牵连的唐朝诸王很多被武后诛杀、流放。此后，武则天为其篡唐改号奠定了基础。

## 後續發展
唐中宗神龍元年（705年），唐中宗復辟，敬暉等人上奏：虺貞、虺沖父子死於社稷，請復爵土，於是唐中宗恢復了虺貞的李姓和族籍，不過，恢復爵位遭到了武三思和上官婉兒等一眾武氏餘黨的反對，直至開元五年（717年），時任皇帝唐玄宗才下詔追復李貞、李沖父子爵位，以禮改葬。